# 赛德纳亚

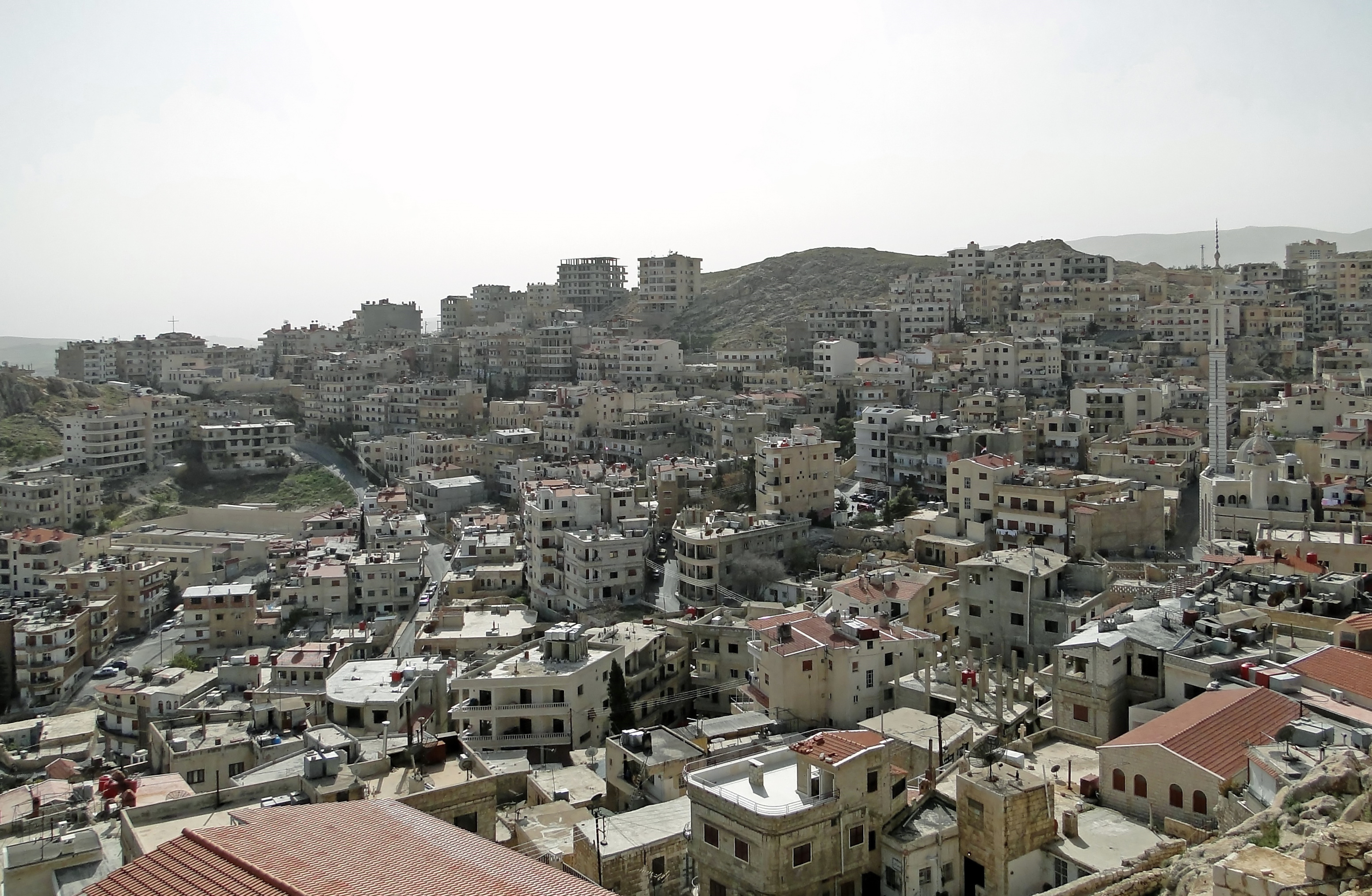
2010年的赛德纳亚

赛德纳亚是一座位於敘利亞首都大马士革以北27公里、海拔1,500米的山區城市。這裡擁有一座希臘東正教修道院，一般認為由東羅馬帝國皇帝查士丁尼一世下令修建。修道院中供奉著一幅聖母馬利亞聖像。根據敘利亞中央統計局2004年的人口普查數據，赛德纳亚的人口為25,194人。